# Същински сцинков гекон
Същинският сцинков гекон (Teratoscincus scincus), наричан също туркестански пластинкоопашат гекон, е вид дребно влечуг от семейство Sphaerodactylidae.
Разпространен е в пустинни и полупустинни области в Централна Азия. Достига дължина на тялото с опашката до 16 сантиметра и има нетипични за геконите адаптации на пръстите, улесняващи придвижването по пясък. Активен е през нощта, като деня прекарва в изкопани от него дупки в земята, а се храни главно с насекоми и други гущери.